# Hans Degel
Hans Degel (* 5. März 1907 in Magdeburg; † 21. Juni 1984) war ein deutscher Politiker der Kommunistischen Partei Deutschlands (KPD). Er war 1932/33 Abgeordneter des Preußischen Landtags und 1933 und wieder von 1950 bis 1956 Stadtverordneter in Essen.

## Leben
Von 1927 bis 1933 war Degel als Lagerarbeiter bei der Firma Krupp in Essen tätig und wurde 1927 Mitglied der KPD und im März 1931 des Arbeiterrats bei Krupp. Im August 1932 rückte er für den ausgeschiedenen Abgeordneten Fritz Selbmann in den Preußischen Landtag nach. Im März 1933 wurde er zusätzlich Stadtverordneter in Essen. Beide Mandate verlor er nach der „Machtübernahme“ der Nationalsozialisten 1933.
Am 2. März 1933 wurde Degel verhaftet und bis März 1934 im Konzentrationslager Sonnenburg festgehalten. Im Mai 1935 ging er in die Emigration in die Niederlande, wo er illegal lebte. Im Juli 1939 wurde er von niederländischen Behörden verhaftet und in einem Lager auf der Insel Vlieland interniert. Nach dem Einmarsch der deutschen Wehrmacht im Mai 1940 wurde er an die Gestapo übergeben und nach Essen überführt. Am 26. Februar 1941 verurteilte ihn das Oberlandesgericht Hamm zu zwei Jahren und drei Monaten Zuchthaus. Nach der Haft wurde er in den Konzentrationslagern Sachsenhausen und Bergen-Belsen interniert. Nach der Befreiung durch britische Truppen im April 1945 blieb Degel noch für längere Zeit im Lazarett. 
Nach dem Ende des Zweiten Weltkriegs schloss sich Degel wieder der KPD an und arbeitete erneut als Lagerarbeiter bei Krupp in Essen. Degel war dort von 1947 bis 1949 und von 1952 bis 1955 Betriebsrat. Degel gehörte von 1950 bis 1956 erneut dem Rat der Stadt Essen an. Nach dem KPD-Verbot in der Bundesrepublik Deutschland verlor er erneut sein Mandat und betrieb danach ein Geschäft für Verpackungen in Essen.